# پیتر کریستوفرسن
پیتر کریستوفرسن (انگلیسی: Peter Christopherson; ۲۷ فوریهٔ ۱۹۵۵ – ۲۵ نوامبر ۲۰۱۰) یک موسیقی‌دان اهل بریتانیا بود. وی بین سال‌های ۱۹۷۵ تا ۲۰۱۰ میلادی فعالیت می‌کرد.